# Сосна-Козулкі
Сосна-Козулкі (пол. Sosna-Kozółki) — село в Польщі, у гміні Сухожебри Седлецького повіту Мазовецького воєводства.
Населення — 110 осіб (2011).
У 1975-1998 роках село належало до Седлецького воєводства.

## Демографія
Демографічна структура станом на 31 березня 2011 року:
|          | Загалом | Допрацездатний вік | Працездатний вік | Постпрацездатний вік |
| -------- | ------- | ------------------ | ---------------- | -------------------- |
| Чоловіки | 49      | 8                  | 37               | 4                    |
| Жінки    | 61      | 13                 | 40               | 8                    |
| Разом    | 110     | 21                 | 77               | 12                   |